# یواس‌ان‌اس چاتاهوچی (تی-ای‌اوجی-۸۲)
یواس‌ان‌اس چاتاهوچی (تی-ای‌اوجی-۸۲) (به انگلیسی: USNS Chattahoochee (T-AOG-82)) یک کشتی بود که طول آن ۳۰۲ فوت (۹۲ متر) بود. این کشتی در سال ۱۹۵۶ ساخته شد.